# المجاهد الأسبوعي (جريدة جزائرية)
المجاهد الأسبوعي أسبوعية جزائرية تصدر باللغة العربية. تعنى بأخبار الإسلام يديرها محمد كروش.

## وصلات خارجية
- معلومات عن الأسبوعيات من موقع بوابة الصحافة الجزائرية.
- الموقع الرسمي لجريدة المجاهد الأسبوعي